# Guy Turpin
Guy Turpin est né au XIVe siècle. Il est connu comme le mari d'Anne de Laval, dame héritière de Laval, baronne héritière de Vitré, vicomtesse héritière de Rennes

## Famille
Il est le second fils de Jean Turpin et d'Isabelle de Coesmes. Il appartient à la maison Turpin de Tennie et de la Renaudière, en Saint-Julien-en-Champagne.
- marié[2] au début de l'année 1416 à Anne de Laval[3], veuve de Guy XIII de Laval.

Selon Jeanne de Laval, ce mariage a été fomenté par Isabelle de Coesmes, qui faisait partie du proche entourage d'Anne. Contrairement à la volonté de sa mère qui veut la marier à Geoffroy de Malestroit, Anne choisit Guy Turpin, Dit Anne [...] que Jehenne a conceu haine pour le mariage fait d'elle et de Turpin, qui est bon chevalier, fort et sage. Pour ce mariage, le roi de France, le duc de Bretagne et le comte de Penthièvre donnent leur agrément. Il en est de même pour le comte du Maine et duc d'Anjou qui indique qu' Anne est subgecte sans moien du roi de Sicile lui a requiz ou à ses officiers qu'elle fust mise en sa main, ce qui fut fait. Il n'en est rien de Jeanne de Laval, sa mère, qui refuse ce mariage, et qui entame une lutte acharnée avec sa fille.
- marié avec Agnès Soymans.

```
Eustache de Bauçay
x 
André de Laval (XIVe siècle)

│
├──> 
Jean de Laval-Châtillon

│    │
│    └──> 
Jeanne de Laval-Tinténiac

│         │
│         └──> 
Anne de Laval
 (1385-1466)
│
x Guillaume d'Usages
│
├──> Eustache d'Usages
│    │
│    └──> Isabelle de Coesmes
│         │
│         └──> Guy Turpin
```

## Histoire

### Enfance
Guy passe son enfance semble-t-il au château de Laval dans l'entourage de la Famille de Laval. Isabelle de Coesmes, sa mère est dans l'entourage d'Anne de Laval : pour ce qu'elle estoit jeune ... lui fut baillée madame Ysabel de Coïsme, qui estoit de son lignage. Anne grandit en compagnie de son frère et des quatre enfants d'Isabelle de Coesmes, dont Guy Turpin.

### Le mariage avec Anne de Laval
La mariage d'Anne avec Guy Turpin en 1416 n'est pas accepté par sa famille et plus particulièrement sa mère pour plusieurs raisons :
- Guy était cousin issu de germain d'Anne[7]. Il s'agissait donc d'un mariage consanguin condamnable par l’Église, sans dispense de consanguinité[8].
- La condition modeste de Guy Turpin par rapport à la famille de Laval puisqu'il n'amène ni fortune, ni prestige. Jeanne de Laval indique que ceste matière touche grandement l'anneur d'elle, de sa fille et de tout l'ostel de Laval
- Jeanne, sa mère, n'a pas été avertie de ce mariage, pendant qu'elle cherchait un époux à sa fille. Anne reconnaît qu'elle n'a pas averti sa mère :Et selle n'a en ce eu le conseil de sa mère.

Le mariage est donc l'objet d'une controverse entre Anne et sa mère, dont il reste un procès-verbal dressé devant le Parlement de Paris en février 1417.

Selon Elise James, les faits ne sont pas toujours très clairs : 

### Seigneur de Laval
Guy Turpin use du titre de sire de Laval à plusieurs reprises, et même deux fois en compagnie d'Anne. Il semble donc que leur mariage était considéré. Anne a partagé son pouvoir pendant un temps. Il est également précisé dans la lettre de Charles VI de France au profit des religieuses de l'Abbaye Saint-Antoine-des-Champs et contre Anne de Laval et Guy Turpin que l'an mil CCCC et seize ou environ, lesdites suppliantes firent adjourner ou Chastellet de Paris nostre bien amé Guy Turpin, chevalier et sa femme.
Guy Turpin ne reste pas près d'Anne et se remarie à Agnès Soymans dont il a neuf enfants. Selon Ambroise Ledru, Guy Turpin aurait obtenu la seigneurie de Gavre et usurpé le titre de seigneur de Laval et de Vitré jusqu'à sa mort entre 1432 et 1444. Anne ne semble plus revendiquer ce mariage au-delà du procès effectuée par sa mère.